# (2342) Lebedev
(2342) Lebedev est un astéroïde de la ceinture principale.

## Description
(2342) Lebedev est un astéroïde de la ceinture principale. Il fut découvert le 22 octobre 1968 à Naoutchnyï par Tamara Smirnova. Il présente une orbite caractérisée par un demi-grand axe de 3,22 UA, une excentricité de 0,13 et une inclinaison de 0,4° par rapport à l'écliptique.

## Compléments